# Voeltzkowia rubrocaudata
Voeltzkowia rubrocaudata là một loài thằn lằn trong họ Scincidae. Loài này được Grandidier mô tả khoa học đầu tiên năm 1869.